# 主导动机
主導動機指一個貫穿整部音樂作品的動機。動機是音樂語匯的短小構成，通常的長度在一到兩個小節。例如貝多芬第五交響曲的命運敲門的動機，這個動機就是整個命運的主導動機，整部交響曲就是由它構成，不單單在第一樂章中反覆出現，在所有樂章都頻繁變形出現，第三樂章扭打的旋律就是由3個命運動機的變形組合而成。而第四樂章由銅管奏出的勝利主題也可以視為命運動機的變形。
華格納是真正提出這一概念的作曲家，主導動機在他手下發揚光大，並且影響了他所身處的時代的作曲家。他在自己的歌劇裡面用主導動機組織情節。用一特定的旋律表示某一概念（實在或抽像），如《尼伯龍根的指環》，禁慾。這些旋律起到重要的劇情提示作用，例如在《女武神》中，齊格林德說到「一個陌生人走了進來」，音樂響起了「瓦哈拉的動機」，提示到此人就是沃坦，但齊格林德本人可能還不知道這一點。